# Cochrane Library
The Cochrane Library är en samling databaser för medicin och andra hälsovårdsspecialiteter som tillhandahålls av Cochrane Collaboration och andra organisationer. Kärnan är samlingen av Cochrane Reviews, som utgörs av systematiska utvärderingar och metaanalyser som sammanfattar och tolkar de resultat som kommit fram via medicinsk forskning. Syftet med Cochrane Library är att göra resultaten av väl utförda och väl kontrollerade studier lätt tillgängliga, och databaserna utgör en nyckelresurs för evidensbaserad medicin.